# Scarsdale
Scarsdale és una població dels Estats Units a l'estat de Nova York. Segons el cens del 2000 tenia 17.886 habitants.

## Demografia
Segons el cens del 2000, Scarsdale tenia 17.823 habitants, 5.662 habitatges, i 4.993 famílies. La densitat de població era de 1.036,4 habitants per km².
Dels 5.662 habitatges en un 51% hi vivien nens de menys de 18 anys, en un 81,8% hi vivien parelles casades, en un 5% dones solteres, i en un 11,8% no eren unitats familiars. En el 10,6% dels habitatges hi vivien persones soles el 6,3% de les quals corresponia a persones de 65 anys o més que vivien soles. El nombre mitjà de persones vivint en cada habitatge era de 3,14 i el nombre mitjà de persones que vivien en cada família era de 3,35.
Per edats la població es repartia de la següent manera: un 32,8% tenia menys de 18 anys, un 4% entre 18 i 24, un 22,8% entre 25 i 44, un 28,7% de 45 a 60 i un 11,6% 65 anys o més.
L'edat mediana era de 40 anys. Per cada 100 dones de 18 o més anys hi havia 89,2 homes.
Entorn de l'1,7% de les famílies i el 2,8% de la població estaven per davall del llindar de pobresa.